# Alyaksandr Aleksandrovich
Alyaksandr Aleksandrovich (tiếng Belarus: Аляксандр Александровіч; tiếng Nga: Александр Александрович; sinh 6 tháng 7 năm 1997) là một cầu thủ bóng đá Belarus. Tính đến năm 2017, anh thi đấu cho Vitebsk.